# Руралес
Руралес (исп. Rurales — «сельские») — конная сельская полиция, действовавшая в Мексике с 1861 по 1914 год.

## История
В XIX веке большой проблемой для мексиканских властей было отсутствие порядка и бандитизм в сельской местности. Попытки организовать формирования, которые могли бы навести здесь порядок, предпринимались с 1855 года. Однако официально части сельской полиции, позднее получившие название «руралес», были созданы президентом Бенио Хуаресом в 1861 году. Эти формирования были организованы по примеру испанской жандармерии.
Эффективному претворению в жизнь программы по наведению порядка в селе помешала иностранная интервенция, вернуться к этому вопросу правительство Мексики смогло только в 1867 году. Бенито Хуарес вывел руралес из подчинения военного министра и передал их под контроль министра внутренних дел. Численность отрядов конной полиции была доведена до 1500 человек, при этом в её ряды попало много бандитов. Занимались руралес в основном патрулированием дорог вокруг Мехико.
Своего расцвета организация сельской полиции достигла при президенте Порфирио Диасе. Последний, стремясь привлечь в страну иностранные инвестиции, видел в руралес важный инструмент для обеспечения правопорядка в стране. Их численность увеличилась до 3000 человек, при этом в отличие от армии руралес комплектовались добровольцами, срок службы которых составлял 4 года. Проблема поступления в руралес криминальных элементов сохранялась, но большинство членов формирований были обычными крестьянами или ремесленниками. Другими проблемами стали дезертирство и коррупция — начальники руралес приписывали к своим частям «мёртвые души», увеличивая финансирование, а офицеры снабжения продавали оружие и амуницию местным жителям. При Диасе руралес охраняли железные дороги, выполняли инкассаторские функции и поддерживали порядок среди сельских и заводских рабочих.
Во время революционных восстаний 1910 и 1911 годов руралес сохранили преданность Порфирио Диасу, однако ввиду своей небольшой численности они не могли оказать серьёзного сопротивления повстанцам. После отставки Диаса и его эмиграции беспорядки продолжались, а люди, поддержавшие революцию, нуждались в работе. Поэтому новый президент Франсиско Мадеро не только не упразднил руралес, но и увеличил их численность. Одним из революционеров, направленных в ряды руралес, стал генерал Паскуаль Ороско. После убийства Мадеро и узурпации власти контрреволюционным генералом Викториано Уэртой руралес были снова подчинены армейскому командованию. К июлю 1914 года их численность составляла 6000 человек, но в защите режима президента Уэрты они играли небольшую роль. В августе того же года после отставки президента революционеры разоружили и расформировали руралес. 
Хотя позднее некоторые другие формирования носили название «руралес», с федеральной сельской полицией 1861—1914 годов исторической преемственности они не имели.